# Frente Nacional contra la Violencia Vicaria
El Frente Nacional Contra la Violencia Vicaria (FNCVV) es una agrupación de mujeres mexicanas víctimas de violencia vicaria. Este grupo surgió como una red de apoyo para las madres que han sufrido esta violencia continuada por parte de sus exparejas o por omisiones del sistema judicial.  "Las mujeres continúan siendo asesinadas a manos de hombres violentos que no aceptan ser dejados o contrariados en su afán de control y sometimiento. La violencia contra las mujeres, cobra la forma además, de desplazarse a todo aquello (o aquellos) a lo que la mujer está apegada o siente cariño. Judicialmente, ese individuo sabe que no tiene derechos sobre su esposa/pareja, pero sí sabe que conserva (y conservará hasta la mayoría de edad) poder y derechos sobre las hijas y los hijos. Todos los días vemos cómo hombres que durante el matrimonio no se preocuparon ni interesaron por sus hijas/os, al momento del divorcio, solicitan la custodia compartida, un régimen de visitas amplio y algunos solicitan la custodia plena, sólo por su afán de continuar en contacto con la mujer y continuar el maltrato, ahora a través de los hijos y las hijas. A este fenómeno, lo he denominado “violencia vicaria”: aquella violencia que se ejerce sobre los hijos para herir a la mujer. Es una violencia secundaria a la víctima principal, que es la mujer. Es a la mujer a la que se quiere dañar y el daño se hace a través de terceros, por interpósita persona. El maltratador sabe que dañar, asesinar a los hijos/hijas, es asegurarse de que la mujer no se recuperará jamás. Es el daño extremo" - Sonia Vaccaro.  En 2022 recibieron la Medalla Hermila Galindo. 

## Creación
El Frente Nacional Contra la Violencia Vicaria FNCVV (FNCVV A.C) surge a partir de que Jennifer Seifert  y Elisa Celis  dieron a conocer sus historias de manera individual vía redes sociales, se conocen y comparten sus experiencias personales y deciden generar una red de apoyo para generar contención. El objetivo común para integrarse es poder recuperar a sus hijos, buscar justicia y visibilizar este tipo de violencia que sufren madres de familia. A partir de que sus casos se dieron a conocer, empiezan a surgir grupos de mujeres en distintas ciudades de la república. 

## ¿Cómo se manifiesta la Violencia Vicaria?
Las mujeres que sufren este tipo violencia de género son dañadas, chantajeadas o condicionadas por sus exparejas, a través de sus hijas e hijos o seres queridos; es decir, por interpósita persona. Estos son instrumentalizados como objetos para maltratarlas y ocasionarles dolor. Otro de los objetivos de este tipo de violencia es controlarlas tras la ruptura de la relación o durante el proceso de divorcio. 

## Acciones impulsadas
A partir de esta lucha y realizaron gestión ante autoridades han logrado que la Violencia Vicaria se incorpore a la Ley General de Acceso de las Mujeres a una Vida Libre de Violencia, al Código Civil Federal y al Código Penal Federal en este úlitmo con hasta 5 años de prisión. 
Son 30 estados con la Ley Vicaria dentro de la Ley de Acceso de las Mujeres a una Vida Libre de Violencia : el primer estado en tipificarlo fue Zacatecas  Puebla, Sinaloa, Campeche, Yucatán, Hidalgo, Sonora, Baja California Sur, Aguascalientes, Tamaulipas, Oaxaca, Michoacán, Baja California, Nayarit, San Luis Potosí, Tlaxcala, Quintana Roo, Chiapas, Tabasco, Veracruz, Morelos, Guanajuato, Guerrero, Estado de México, Ciudad de México, Colima.
Y 23 estados con este delito dentro del código penal: Puebla, Sinaloa, Campeche, Zacatecas, Yucatán, Hidalgo, Sonora, Baja California Sur, Aguascalientes, Tamaulipas, Oaxaxa, Michoacán, Baja California, Nayarit, Tlaxcala, Quintana Roo, Chiapas y Tabasco. 

## Reconocimientos
El pasado mes de agosto de 2022 recibieron de parte del Congreso de la Ciudad de México la Medalla Hermila Galindo en la categoría defender los derechos humanos de las mujeres. 